# Avenida Entre Ríos
La avenida Entre Ríos es una arteria vial de la Ciudad de Buenos Aires, Argentina. Toma el nombre de la provincia argentina de Entre Ríos. Su extensión es de 22 cuadras, en dirección norte-sur.
En su nacimiento se ubica la estación Congreso de la Línea A del Subte, y la intersección con la Avenida San Juan, cruza la línea Línea E. Existe un proyecto para que parte de la futura Línea F corra bajo parte de la avenida.

## Recorrido
"Avenida Entre Ríos" es el nombre del tramo medio de una avenida que atraviesa toda la Ciudad de Buenos Aires de norte a sur, cuyo tramo norte se denomina "Avenida Callao" y cuyo tramo sur se denomina "Avenida Vélez Sarsfield". Nace en el eje central de la ciudad, la Avenida Rivadavia, en el lugar dónde se encuentra el Palacio del Congreso de la Nación, y se extiende durante 22 cuadras hasta la Avenida Caseros. En su transcurso la avenida obra como límite de los barrios de Balvanera, San Cristóbal y Parque Patricios, al oeste, con Monserrat y Constitución, al este.

## Descripción
La Avenida Entre Ríos nace con dirección sur en la Avenida Rivadavia, en uno de los puntos cruciales de la Ciudad de Buenos Aires, donde confluyen los barrios de San Nicolás, Balvanera y Monserrat. En la esquina inicial, del lado de Callao, se encuentra la majestuosa Confitería del Molino.

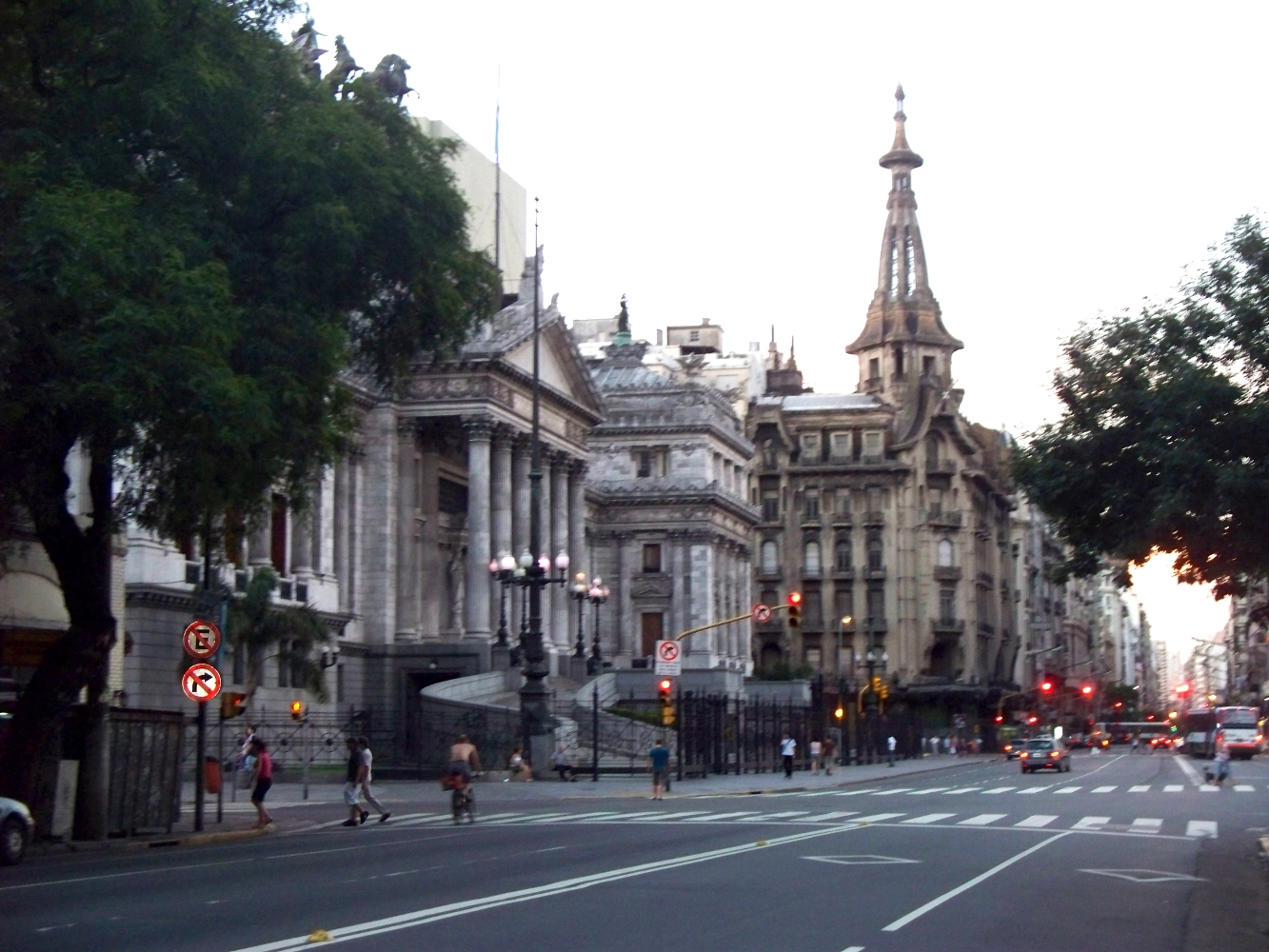
Las dos primeras cuadras de la avenida Entre Ríos vistas desde el sur. A la izquierda se ve el Congreso Nacional y el fondo la Confitería del Molino.

En su primera cuadra, yendo de norte a sur, la avenida tiene el Palacio del Congreso a la derecha y la Plaza del Congreso a la izquierda, desde donde puede verse el Monumento de los dos Congresos, en memoria de los congresos históricos que definieron la independencia de Argentina, la Asamblea del Año XIII y el Congreso de Tucumán de 1816. Allí se encuentra el Monolito Kilómetro Cero desde el cual se miden las rutas nacionales.
Al llegar a su segunda cuadra, cruzando calle Hipólito Yrigoyen, comienza una intermitente arboleda de tipas que en verano llenan las veredas con sus flores amarillas. En esa esquina está el Café Victoria, fundado en 1912, uno de los Bares Notables de Buenos Aires. A media cuadra de ese punto, sobre la transversal Hipólito Yrigoyen, se encuentra la Biblioteca del Congreso, que lleva el nombre de quien fuera primer diputado socialista de América, Alfredo Palacios. Al finalizar la cuadra, sobre la vereda derecha, se encuentra un edificio de arquitectura fastuosa rematado con una cúpula, construido por arquitectos franceses para la Asociación Española de Socorros Mutuos, reflejo de la importancia de las asociaciones solidarias creadas por los millones de inmigrantes que llegaron a la Argentina entre 1850 y 1930. Este sector de la avenida tiene intensa actividad, y se combinan varias construcciones antiguas de poca altura con locales comerciales, algunos edificios modernos de departamentos y un conjunto de hitos arquitectónicos.
La tercera cuadra comienza cruzando la calle Alsina. Media cuadra hacia el Este se encuentra la sede nacional de la Unión Cívica Radical y la sede de la Asociación Argentina de Actores ubicada en el Palacio Dassen (Alsina 1762), protegida por su valor arquitectónico. Pocos metros más allá, en Alsina 1745, se encuentra una casa donde vivieron Marcel Duchamp, padre del arte conceptual, y el músico tanguero Francisco Canaro, razón por la cual cada año se realiza allí un homenaje callejero. En Entre Ríos 239 se levanta un edificio de Juan A. García Mansilla y en frente, en el número 258, se encuentra una construcción de estilo ecléctico, coronada por dos cúpulas cubiertas en pizarra negra, construida en 1939 por el arquitecto italiano José Barboni.
En la esquina con la calle Moreno, comienza la cuarta cuadra. Allí se levanta otro Bar Notable de la ciudad, el Café del Pelado, donde paraba José Razzano, compañero de canto de Carlos Gardel, con quien formó un famoso dúo durante casi dos décadas. Razzano y Gardel acordaron "parar" en un bar que quedara a mitad de camino entre este bar y el barrio del Abasto, donde paraba Gardel, razón por la cual eligieron el Café de los Angelitos.

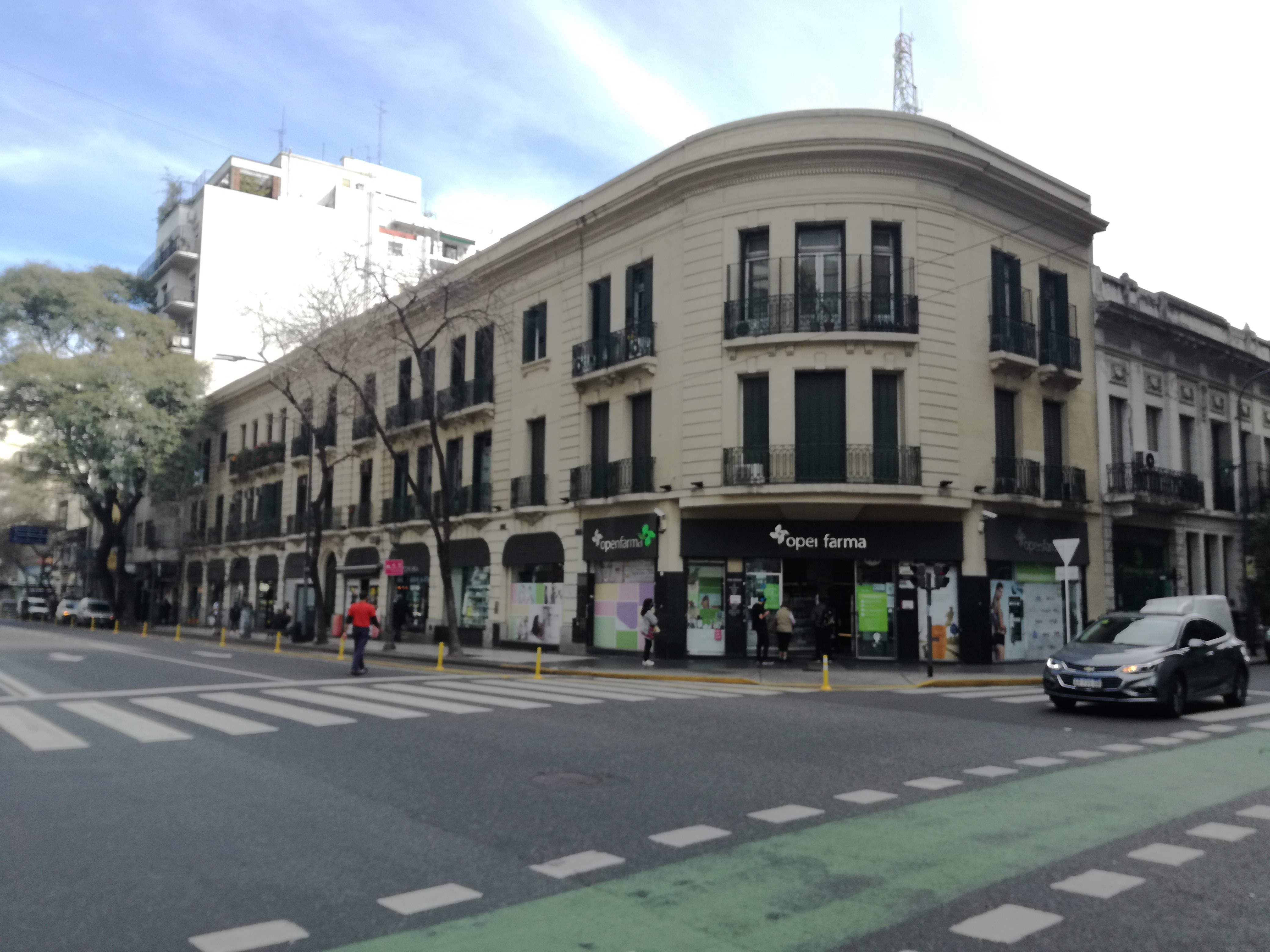
En Entre Ríos 239 se levanta un edificio de Juan A. García Mansilla.

Una cuadra después, Entre Ríos se cruza con la Avenida Belgrano. Allí se encuentra el histórico café “Ebro”, frente a un amplio supermercado y una sucursal de una importante cadena de pizzerías. Quince metros a la izquierda, en Belgrano 1783, se encuentra un importante edificio del arquitecto español Guillermo Álvarez, uno de los introductores del modernismo catalán en Buenos Aires, quién construyó otra obra destacada cinco cuadras más adelante conocida como el "edificio de los puentes". Enfrente, se encuentra la sede central de la clínica cardiológica Favaloro, célebre mundialmente, con varias obras de arte en su entrada (la escultura "Corazón planetario" de Gyula Kosice, el mural "Concierto en el jardín" de Raúl Soldi). Sobre Belgrano, del otro lado de Entre Ríos, se encuentra la Unión Obrera de la Construcción de la República Argentina (Uocra), uno de los sindicatos más poderosos del país.
Poco a poco, a medida que se aleja del centro la zona se va haciendo más residencial. A la izquierda está el barrio Monserrat -históricamente llamado el Barrio del Tambor, donde habitaba la comunidad afroargentina- y a la derecha el barrio San Cristóbal. Gran cantidad de sindicatos se ubican en esta zona, mientras los comercios de grandes marcas van dando a paso a comercios familiares, muchos de ellos tradicionales en el barrio.

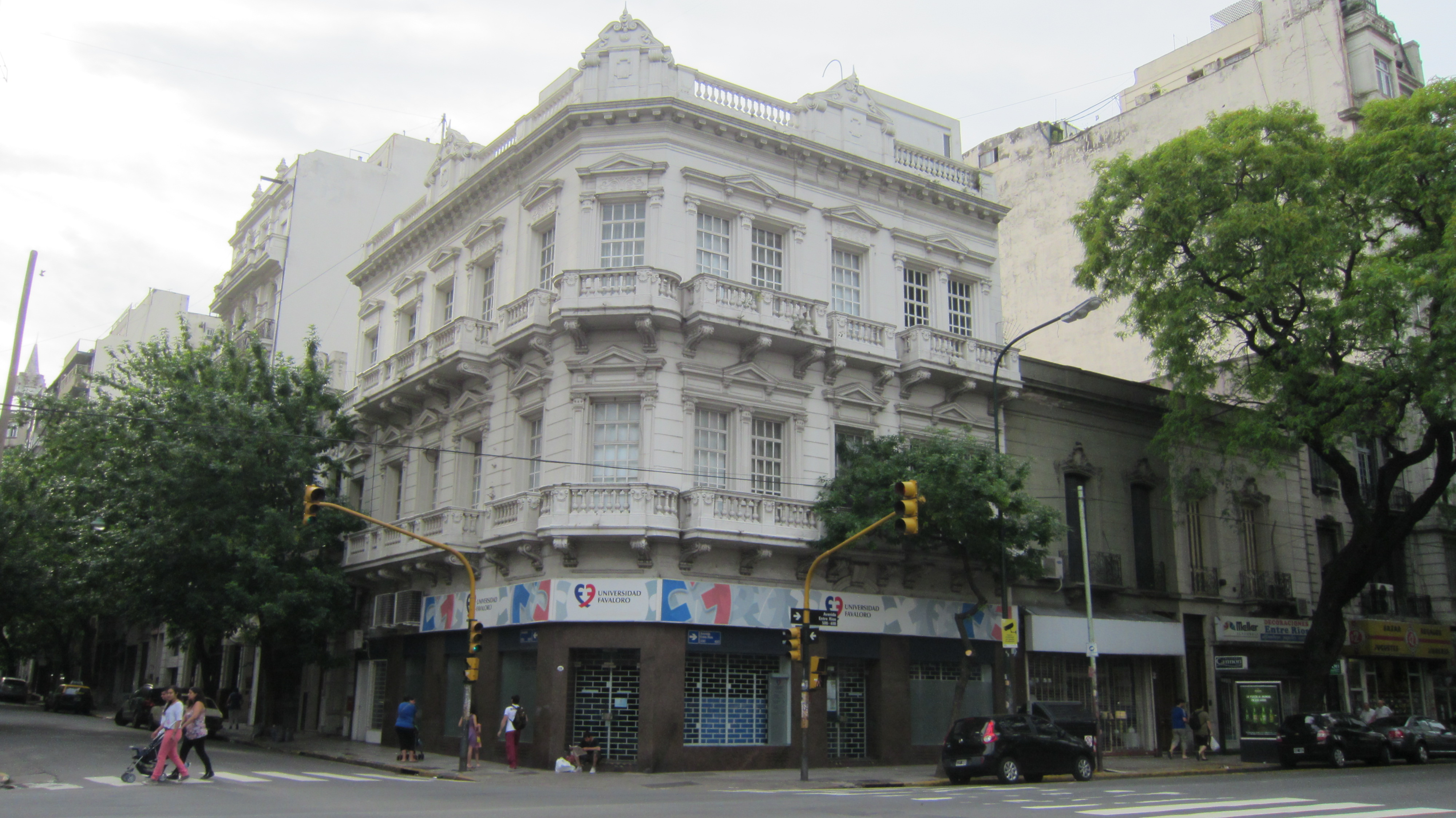
La Universidad Favaloro en la esquina de Entre Ríos y Venezuela.

En la quinta cuadra, entre Belgrano y Venezuela, tienen su sede otros dos sindicatos: la seccional porteña de la Asociación de Trabajadores del Estado (ATE) -en una antigua casa que durante décadas había sido la sede del Partido Socialista, y enfrente la sede de la Confederación de Educadores Argentinos (CEA). No hay homogeneidad en la edificación, ya que en todo este tramo se intercalan conjuntos de edificios residenciales de varios pisos con construcciones centenarias de estilos variados: francés, español, italiano y diversas combinaciones eclécticas, algunas muy bien conservadas como la de la sede de la Universidad Favaloro en la esquina con la calle Venezuela.
Enfrente, ya en la sexta cuadra, se levanta un edificio ubicado en Entre Ríos 505, en el que vivió Astor Piazzolla en la década de 1960.

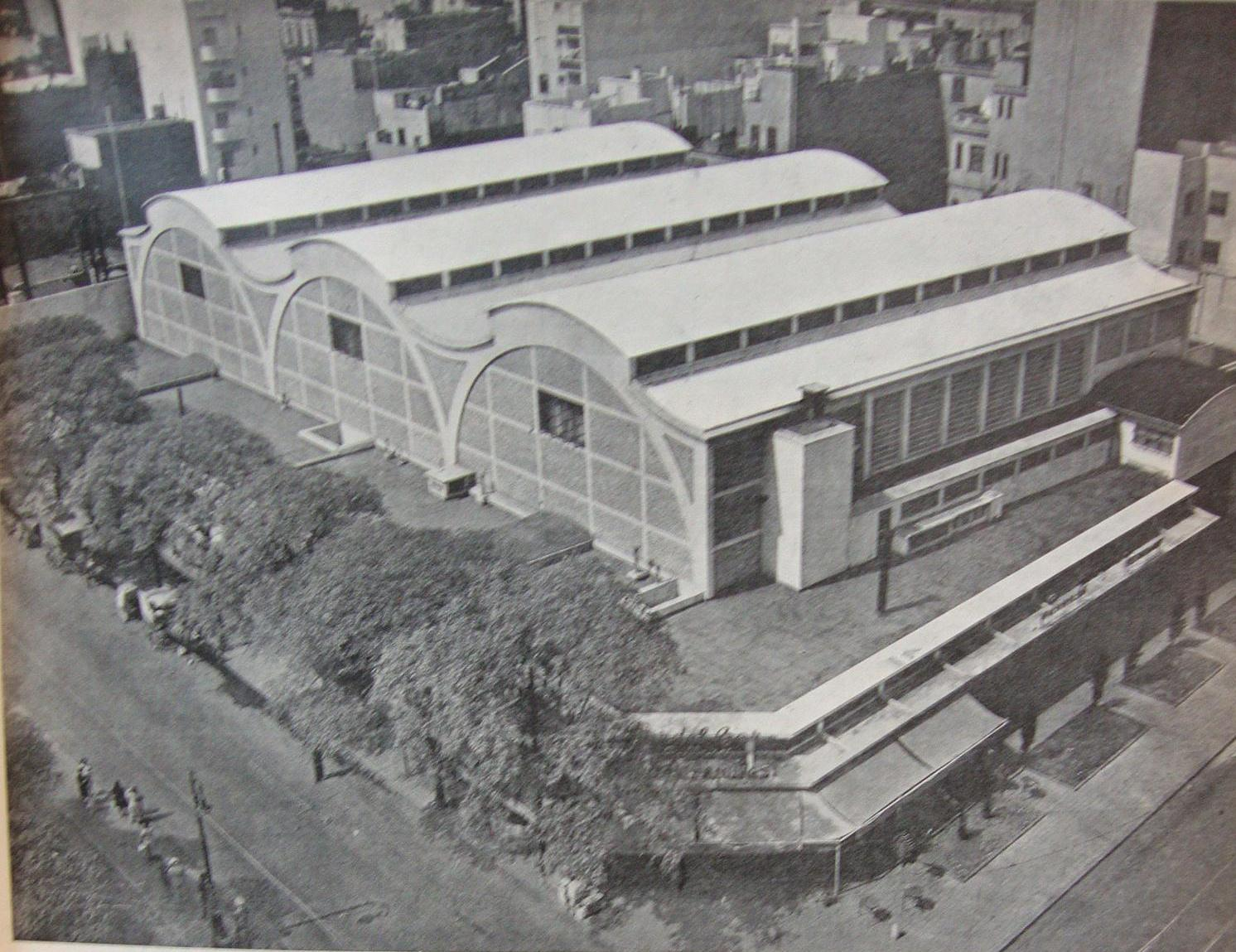
Foto del Mercado San Cristóbal, ubicado en el cruce de las avenidas Entre Ríos e Independencia, al ser construido su actual edificio en 1945.

En la octava cuadra (700-799), llegando a la Avenida Independencia, se levanta el Mercado San Cristóbal, establecido en 1882, el más antiguo de la ciudad en actividad, cuyo actual edificio fue construido en 1945 por el prolífico estudio SEPRA, domina la esquina con la Avenida Independencia, resistiendo el avance de las cadenas de supermercados. Sobre la ochava del mercado se encuentra el Gran Café Gardel, un establecimiento que ocupa la misma esquina desde hace cien años. 
Dos cuadras más adelante, está otro edificio construido por el arquitecto Guillermo Álvarez, que constituye un nuevo hito en este tramo de la avenida: un imponente edificio de departamentos construido en 1930, que se destaca por el arco monumental en su fachada y el pasaje interior privado que se abre desde la entrada principal.
En la esquina con Carlos Calvo (Entre Ríos 1002) se levanta un edificio construido por el arquitecto alemán Ernesto Sackmann, donde funcionó por muchos años el Comité Nacional del Partido Socialista. En frente se encuentra la sede central del Partido Comunista Argentino. Sobre la misma vereda, un poco más allá está la célebre Casa Anda (Entre Ríos 1081), construida en 1913 por el arquitecto Virginio Colombo, también conocida como "la Casa del Ahorcado", debido a un trágico evento protagonizado por sus dueños.
En la cuadra siguiente puede verse un edificio de neorrenacentista italiano construido por el ingeniero Esteban Sanguinetti (Entre Ríos 1181) y metros más adelante (Entre Ríos 1193) un edificio que toma la esquina realizado por el arquitecto italiano Alfredo Olivari, quien se caracterizaba por sus trabajos de textura entre el ladrillo y el símil piedra París.

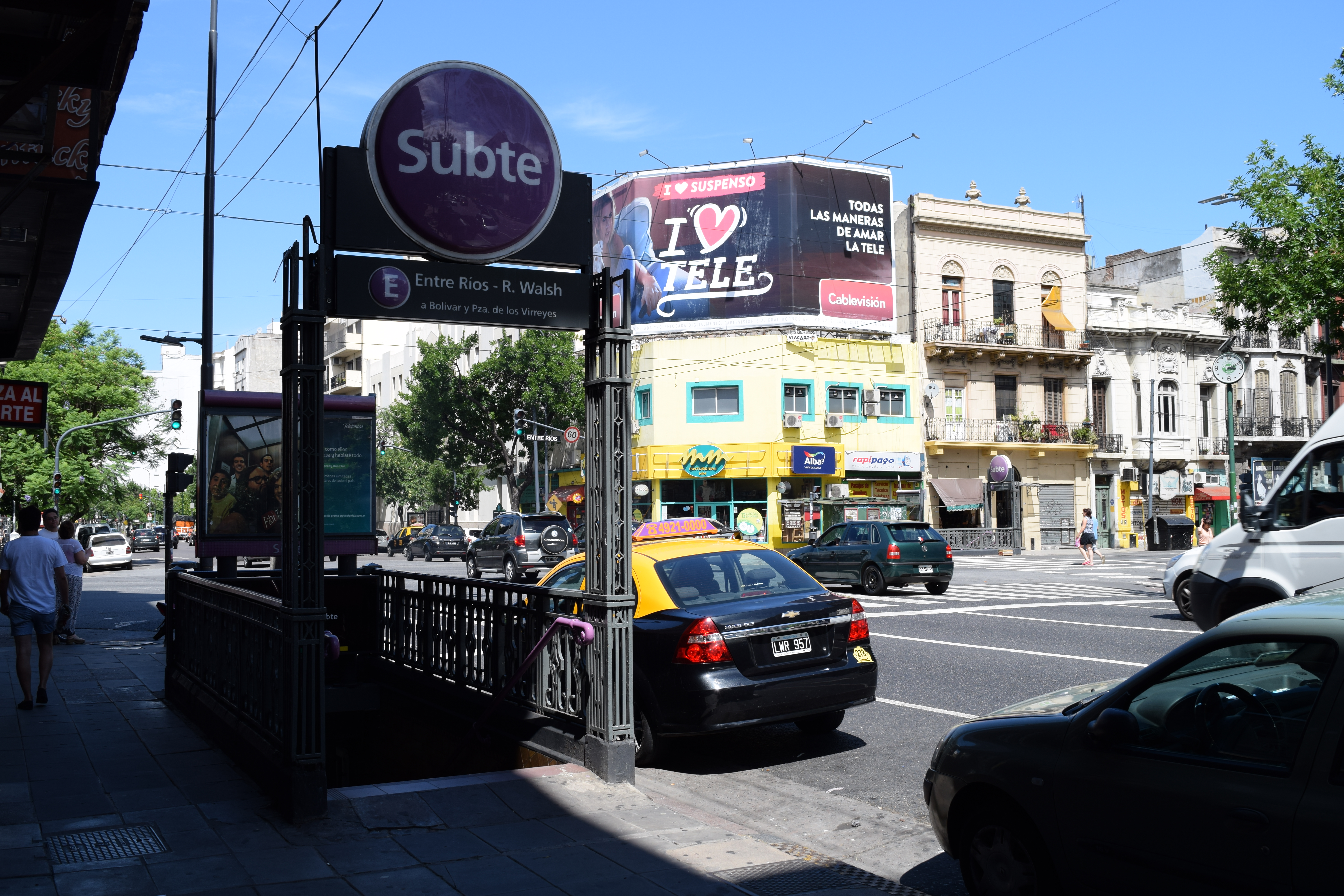
Estación Rodolfo Walsh, ubicada en el cruce de Entre Ríos con Avenida San Juan, lugar donde fue asesinado el escritor y periodista Rodolfo Walsh.

El cruce con la Avenida San Juan es de gran importancia en su carácter histórico, ya que está marcada por el asesinato del escritor y periodista Rodolfo Walsh en manos de agentes terroristas de la dictadura militar en 1977, en momentos en que buscaba depositar en el buzón de esa esquina una carta pública enviada a todos los diarios, denunciando la corrupción y la masacre ejercidas por el Proceso de Reorganización Nacional. Se destaca en ese lugar la imponente sede del Banco Nación, sobre la cual se luce una placa recordando el hecho, junto a uno de los accesos a la estación Entre Ríos-Rodolfo Walsh de la línea E de subte.
Pasando San Juan, comienza un área completamente distinta de la Avenida Entre Ríos, en donde desaparece la arboleda, la densidad edilicia desciende abruptamente y abundan las casas bajas y los locales comerciales pequeños. Es una zona degradada, con construcciones deterioradas y cercana a la estación de trenes de Plaza Constitución, donde se concentra un fuerte polo de prostitución que se extiende hasta los alrededores de esta avenida. En este tramo, particularmente abundan los locales dedicados a la reparación de automóviles, repuestos automotrices y otros servicios de este rubro.

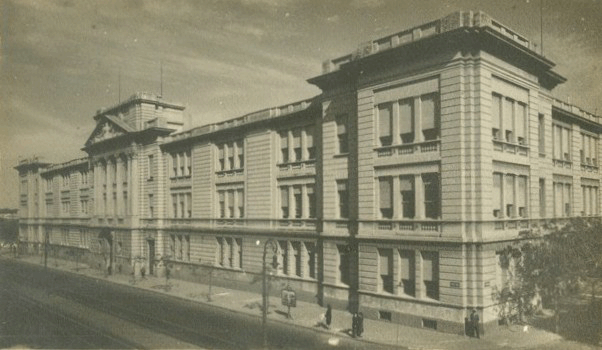
Complejo Escolar Carlos Pellegrini (Entre Ríos 1300). En su interior se encuentra la Puerta Historiada en Homenaje a los maestros y maestras de Argentina.

Entre las calles Cochabamba y Constitución, una cuadra entera está ocupada por el enorme edificio de la Escuela Carlos Pellegrini, inaugurada en 1922 y luciendo la artística Puerta Historiada, obra de Arturo Dresco. La siguiente manzana avanzando hacia el sur aloja al edificio monumental con aires neoclásicos del Depósito Ingeniero Paitoví, que pertenece actualmente a la proveedora de aguas corrientes estatal AySA.
El siguiente tramo de la Avenida Entre Ríos es definidamente barrial, ya que apenas existen algunos edificios de más de tres pisos, mientras la arteria bordea los barrios de Constitución y Parque Patricios, pasando a una cuadra del Hospital Garrahan (pediátrico), el Comando de Sanidad del Ejército Argentino y el Hospital Udaondo (gastroenterológico). En Entre Ríos 1948 se encuentra el llamado Palacio Maglione, un palacete de tres pisos y un mirador, con ascensor, construido en la década de 1920 por la empresa A.C. Bollini, baja la dirección del ingeniero A. Braegger, que hospedó a la familia Badino, de origen genovés y su negocio molinero. El edificio ha sido protegido por la Ciudad de Buenos Aires, a pedido de su propietario.
La avenida Entre Ríos finaliza al llegar a la Avenida Caseros, donde toma el nombre de Avenida Vélez Sársfield y continúa su camino hacia el sur, rematando en el Puente Victorino de la Plaza, que cruza el Riachuelo que obra como límite de la Ciudad de Buenos Aires con el partido de Avellaneda de la provincia de Buenos Aires.

## Cruces y lugares de importancia
A continuación, se muestran los principales cruces de esta avenida.
|  | RMCONTg |

| RMCONTgq | RMKRZ | RMq |

| ARCH | RM | lNAT |

| STRq | RMKRZ | CONTfq |

|  | RM |

| RMq | RMKRZ | RMCONTfq |

|  | RM |

|  | RM | SHOPPING |

| RMCONTgq | RMKRZ | RMq |

|  | RM |

| RMq | RMKRZ | RMCONTfq |

| RAq | RMu + RAq | RAq |

|  | RM |

| RMCONTgq | RMKRZ | RMq |

| RMq | RMKRZ | STRq |

|  | RM |

| RMq | RMKRZ | RMq |

|  | RMCONTf |

## Imágenes

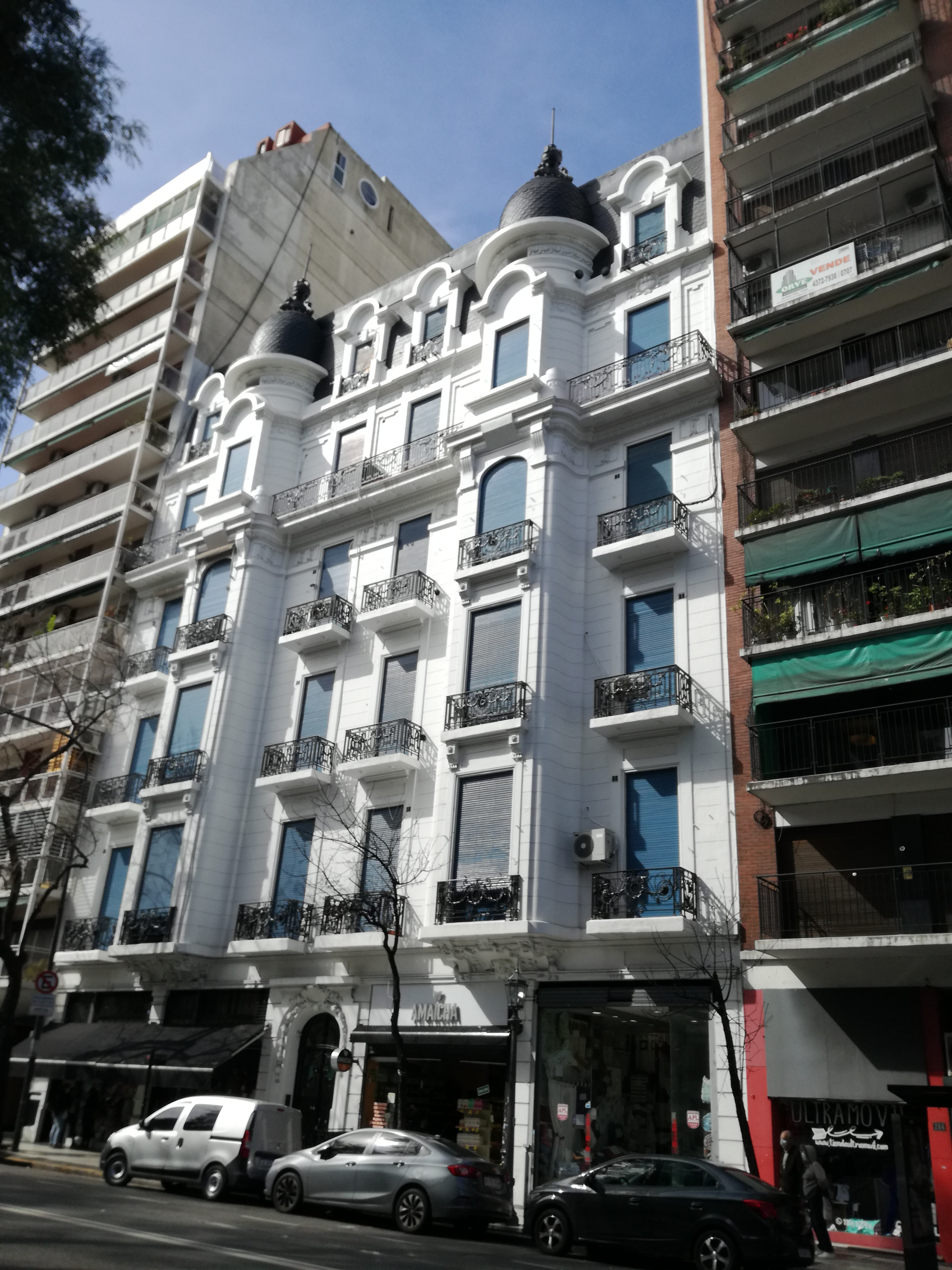
Avenida Entre Ríos 258. Arq. José Barboni
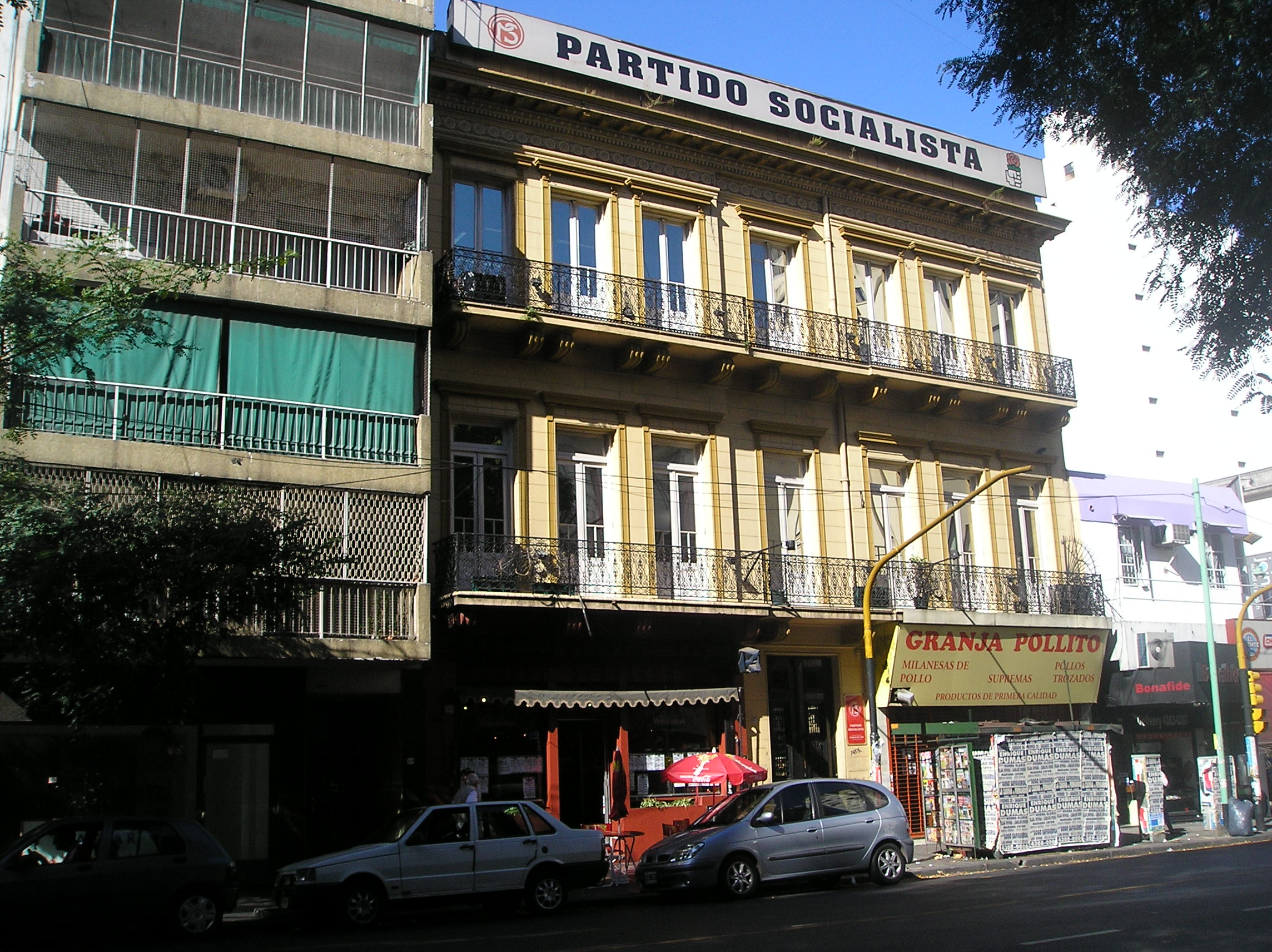
Sede del Partido Socialista (actualmente CTA Autónoma) en Entre Ríos al 400.
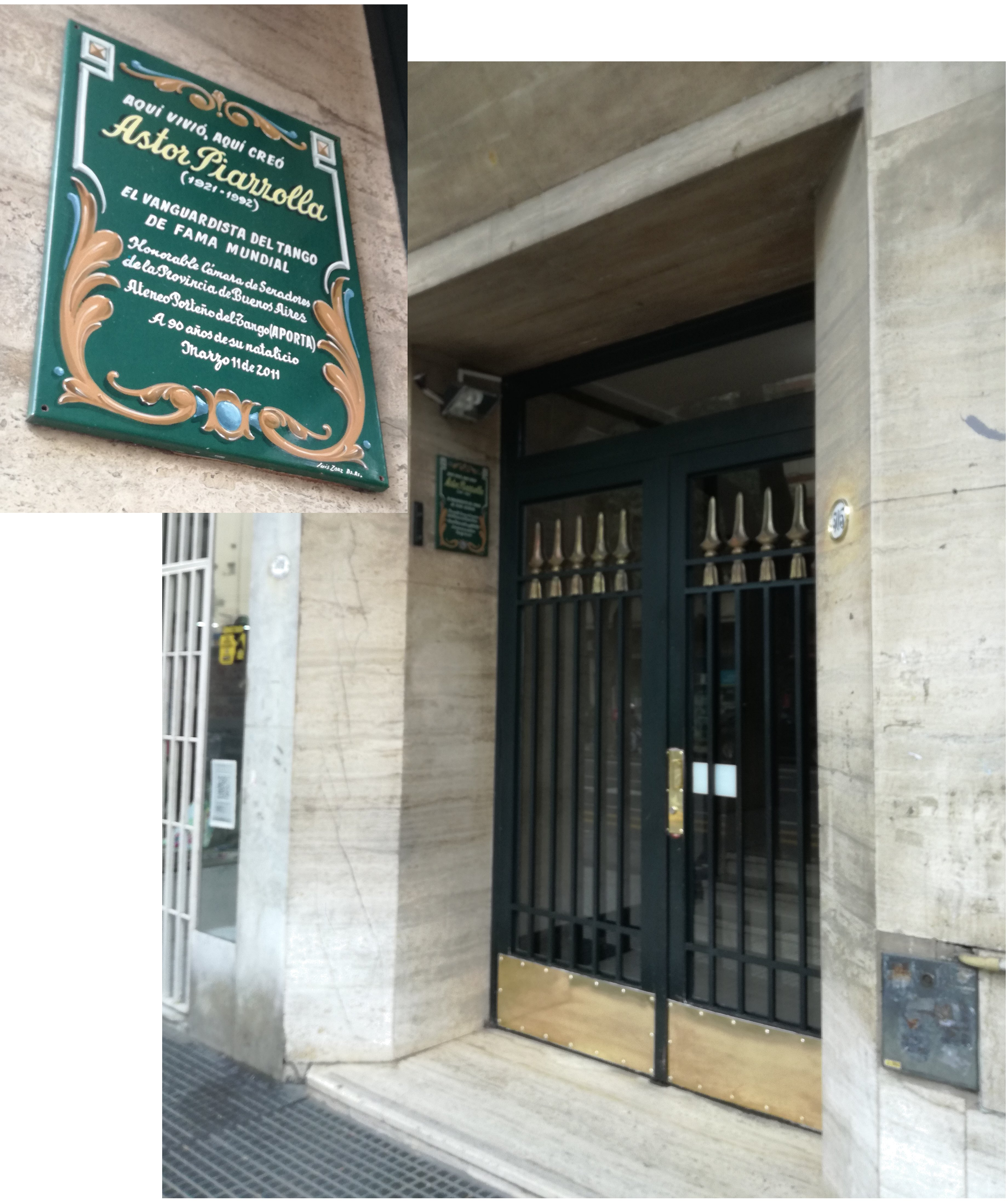
Casa de Astor Piazzolla en la década de 1960. Entre Ríos 505.
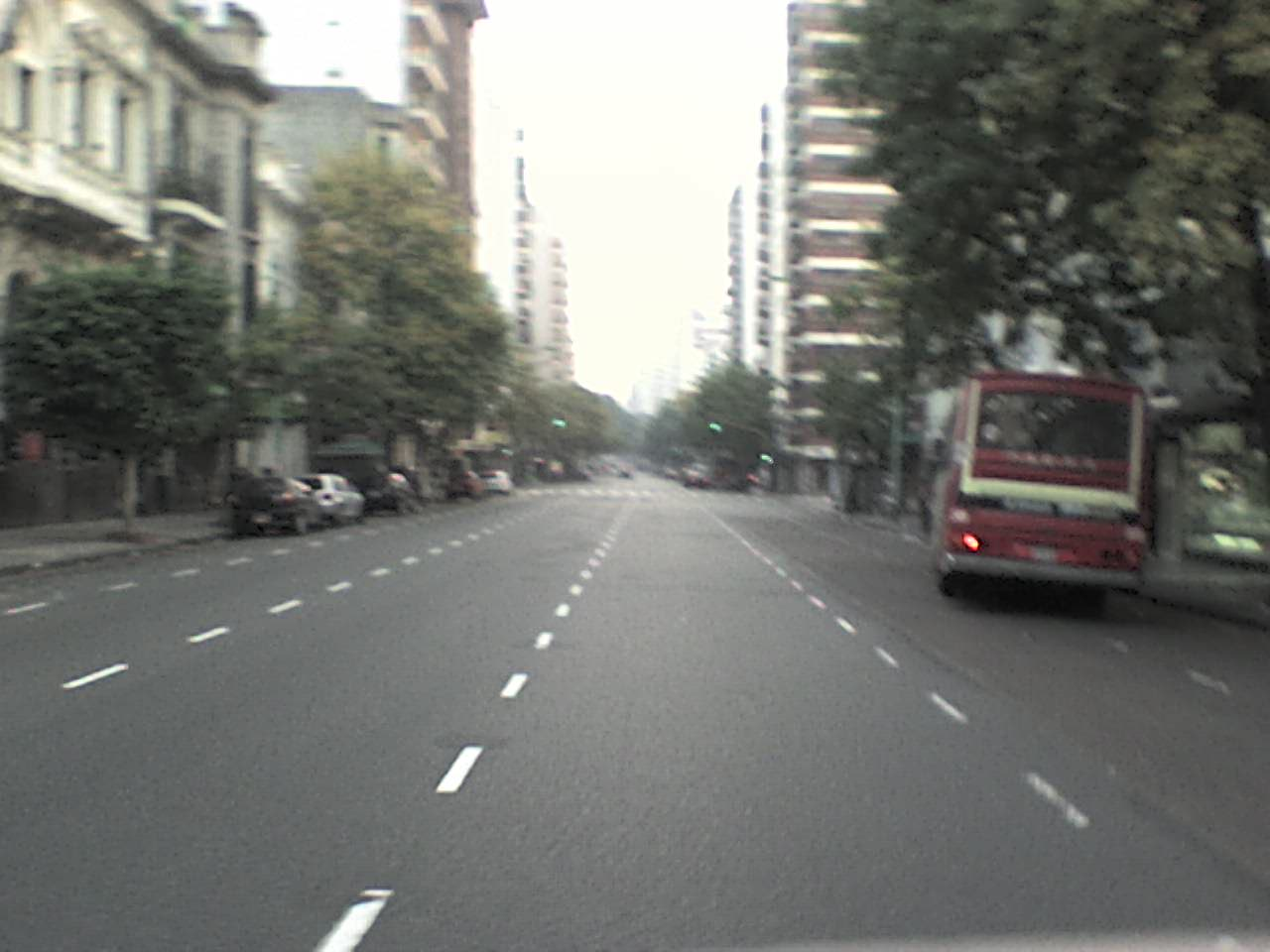
Av. Entre Ríos (altura 700) vista desde Av. Independencia hacia el norte
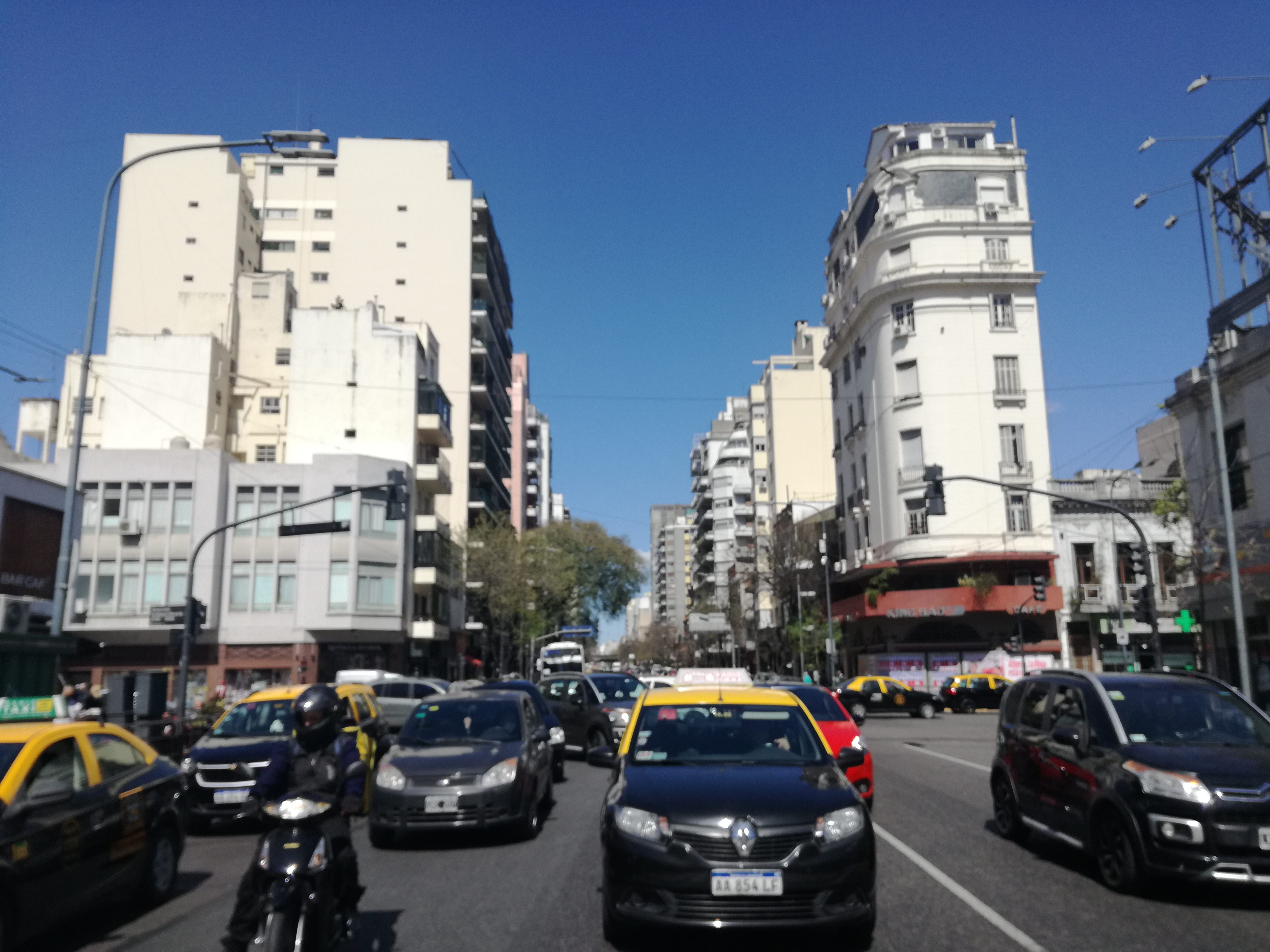
Av. Entre Ríos (altura 700) vista desde Av. Independencia hacia el sur
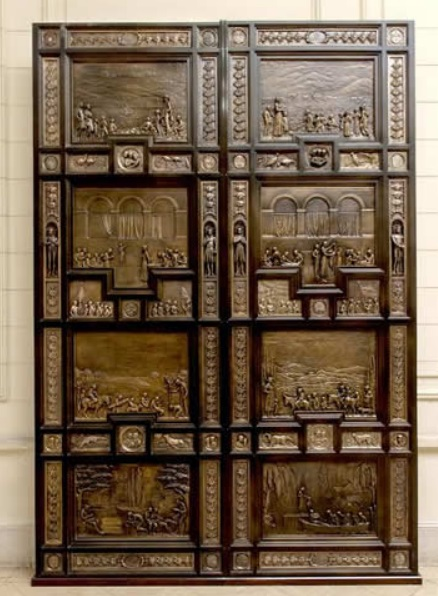
La Puerta Historiada, de Arturo Dresco, en el n° 1353